# سیترا (شبیه‌ساز)
سیترا (به انگلیسی: Citra) یک شبیه‌ساز کنسول بازی دستی نینتندو ۳دی‌اس توسعه‌یافته توسط سیترا و مشارکت‌کنندگان است. بیشتر آن به زبان C++ نوشته شده است. سیترا توانایی اجرای تقریباً تمام بازی‌های هومبرو و تعداد زیادی از بازی‌های تجاری را دارد. سیترا برای اجرا نیازمند اوپن‌جی‌ال نسخه ۳٫۳ یا بالاتر است. نام سیترا (Citra) برگرفته از CTR (نام اولیه نینتندو ۳دی‌اس) است. سیترا با رایانه‌های قدیمی‌تر به خوبی کار نمی‌کند و نیاز به اجرا شدن بر روی پردازنده نسبتاً قدرتمند X64 یا ARM64 دارد.
سیترا آزاد و متن‌باز است و برای مایکروسافت ویندوز، مک‌اواس، لینوکس و اندروید در دسترس است. بیشتر توسعه سیترا در گیت‌هاب اتفاق می‌افتد، و بیشتر از ۲۱۵ توسعه‌دهنده در مخزن سیترا در گیت‌هاب مشارکت کرده‌اند.

همین تیم یک شبیه‌ساز نینتندو سوئیچ به نام یوزو را توسعه داده است.
|                  | حداقل                                                                        | توصیه‌شده                                                                     |
| رایانه‌های شخصی   | رایانه‌های شخصی                                                               | رایانه‌های شخصی                                                               |
| ---------------- | ---------------------------------------------------------------------------- | ---------------------------------------------------------------------------- |
| سیستم عامل       | ویندوز ۷ ۶۴-بیت یا بالاتر مک‌اواس‌های سیرا یا بالاتر لینوکس دسکتاپ ۶۴-بیت مدرن | ویندوز ۷ ۶۴-بیت یا بالاتر مک‌اواس‌های سیرا یا بالاتر لینوکس دسکتاپ ۶۴-بیت مدرن |
| پردازنده         | پردازنده X86-64                                                              | عملکرد تک‌هسته‌ای بالاتر از ۱۸۰۰ در پس‌مارک                                     |
| پردازنده گرافیکی | پشتیبانی از اوپن‌جی‌ال ۳٫۳                                                     | پشتیبانی از اوپن‌جی‌ال ۳٫۳                                                     |
| اندروید          |                                                                              |                                                                              |
| سیستم عامل       | اندروید ۸٫۰                                                                  | اندروید ۸٫۰                                                                  |
| پردازنده         | AArch64                                                                      | اسنپ‌درااگون ۸۳۵ یا بهتر                                                      |
| پردازنده کرافیکی | اوپن‌جی‌ال ای‌اس ۳٫۲                                                            | اوپن‌جی‌ال ای‌اس ۳٫۲                                                            |